# 八尾南駅

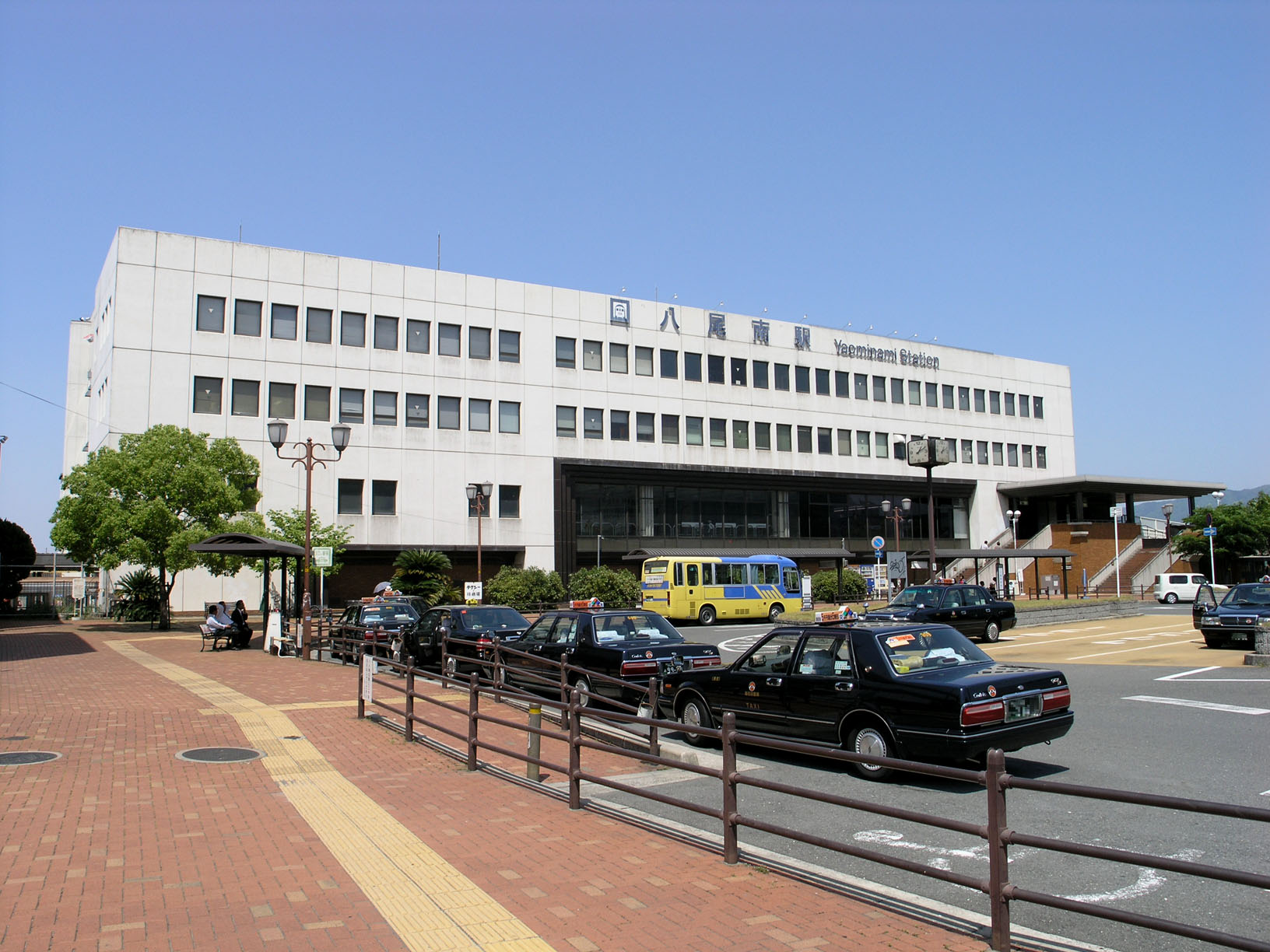
大阪市営地下鉄時代の駅舎と駅前広場（2008年5月）

八尾南駅（やおみなみえき）は、大阪府八尾市若林町一丁目にある、大阪市高速電気軌道 (Osaka Metro) の駅。谷町線の終点駅である。駅番号はT36。八尾市内に唯一あるOsaka Metroの駅であるのと同時に、谷町線唯一の地上駅。
当駅到着時には、「河内音頭」が車内放送で流れる。

## 歴史
- 1980年（昭和55年）11月27日：谷町線天王寺駅 - 当駅間の延長と同時に開業[1]。
- 2018年（平成30年）4月1日：大阪市交通局の民営化により、大阪市高速電気軌道 (Osaka Metro) の駅となる。

## 駅構造
島式1面2線の橋上駅だが、ホーム番号は2および3となっている。2番線の隣に1番線があるが、ホームはなく、ここに入線する列車は八尾車庫から回送として到着。過去には長原駅始発の都島行き電車が設定されており同駅より入線していた。現在、八尾車両基地に入庫する場合は2番線から引上げ線を経由し八尾車庫に入り折り返す。
駅には谷町線の八尾車庫が隣接しており、夜間滞泊の運用がある。駅舎は南北に長く、線路をまたぐ形で造られており、歩道橋的な役割も持っている。コンコースは2階部分に設けられている。
当駅は、平野管区駅に所属しており、駅長が配置され、当駅および長原駅を管轄している。

### のりば
| 番線 | 路線   | 行先                     |
| ---- | ------ | ------------------------ |
| 2・3 | 谷町線 | 天王寺・東梅田・大日方面 |

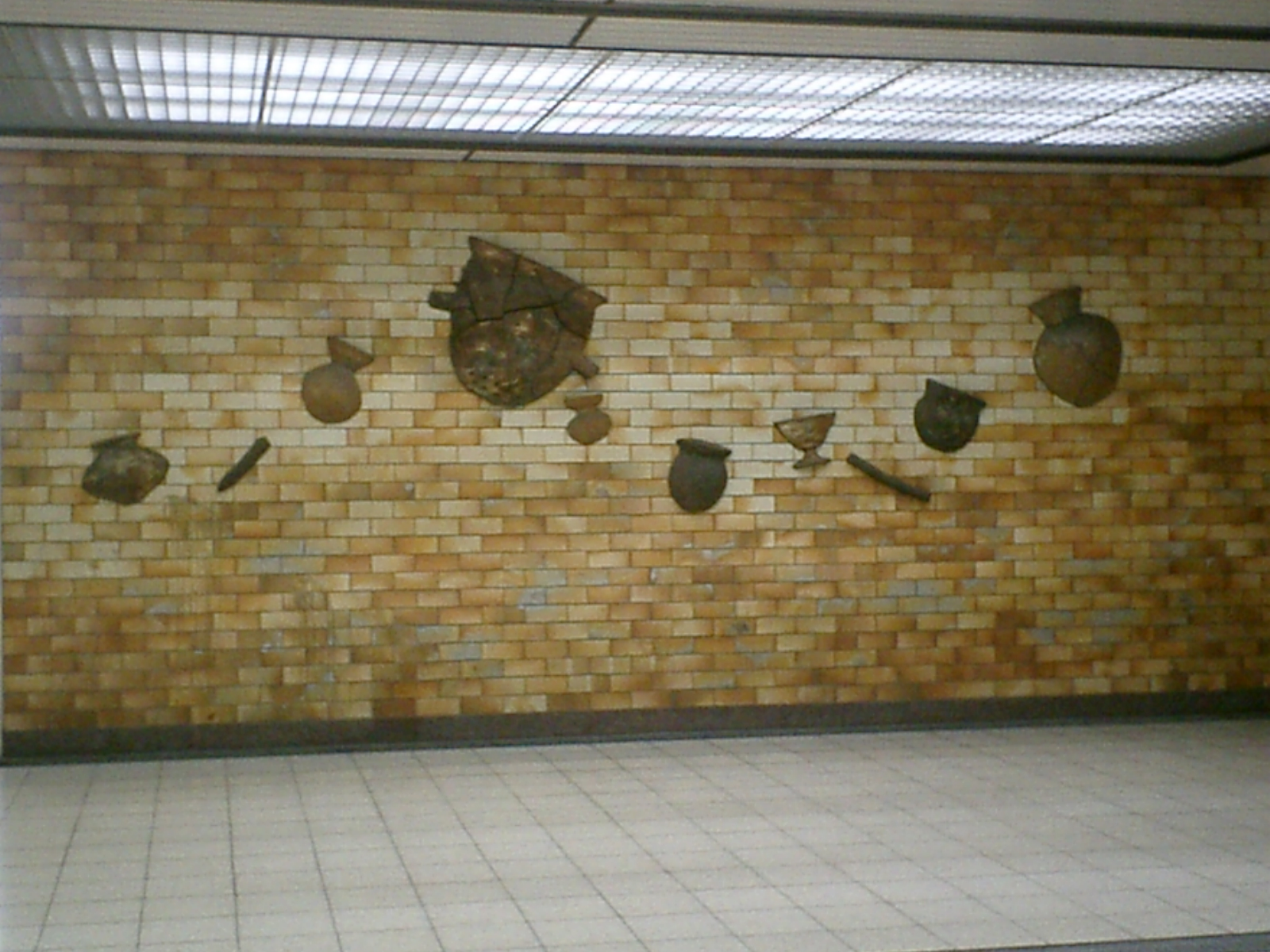
駅長室のモニュメント（2006年1月）
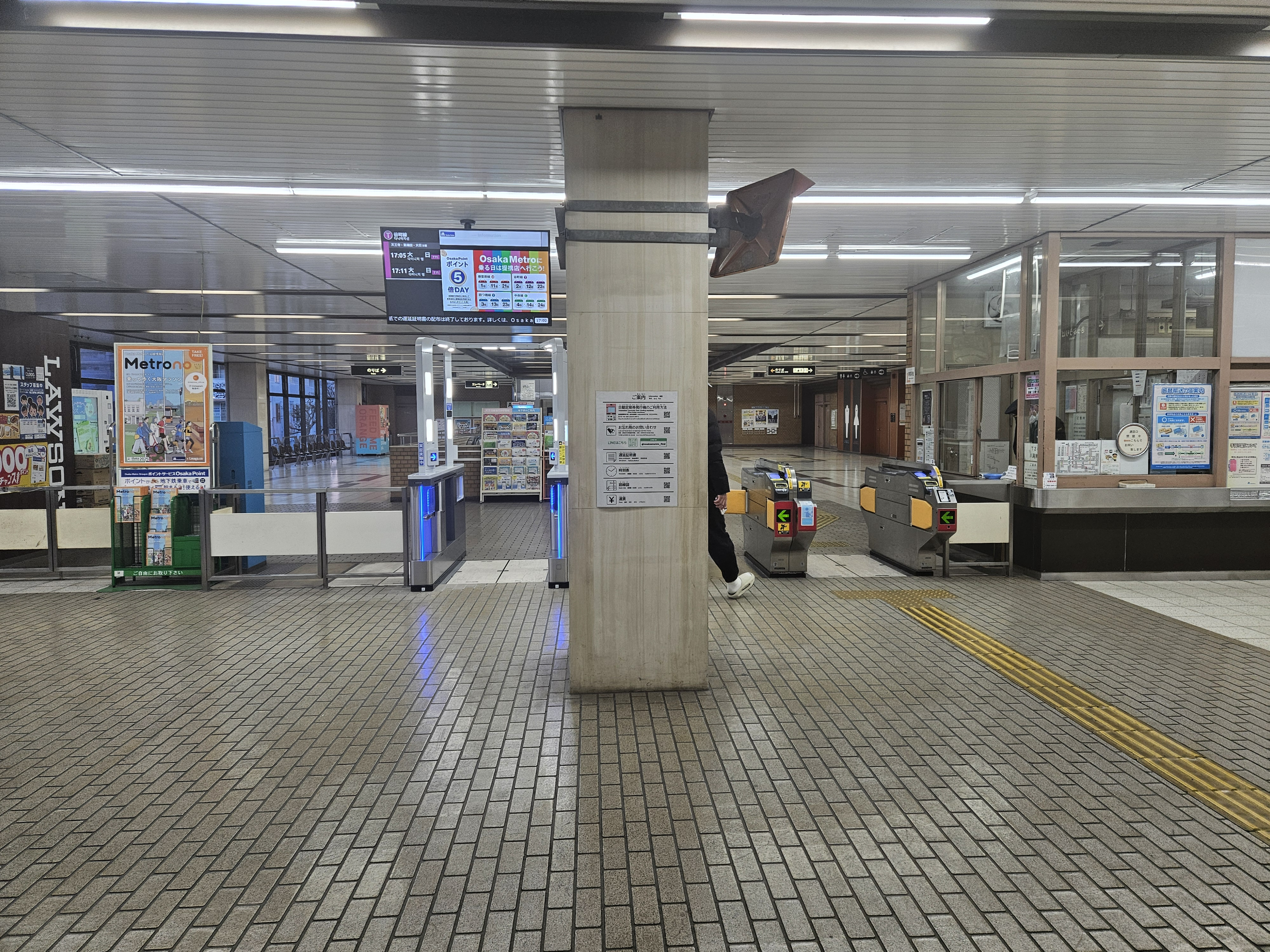
改札（2025年1月）
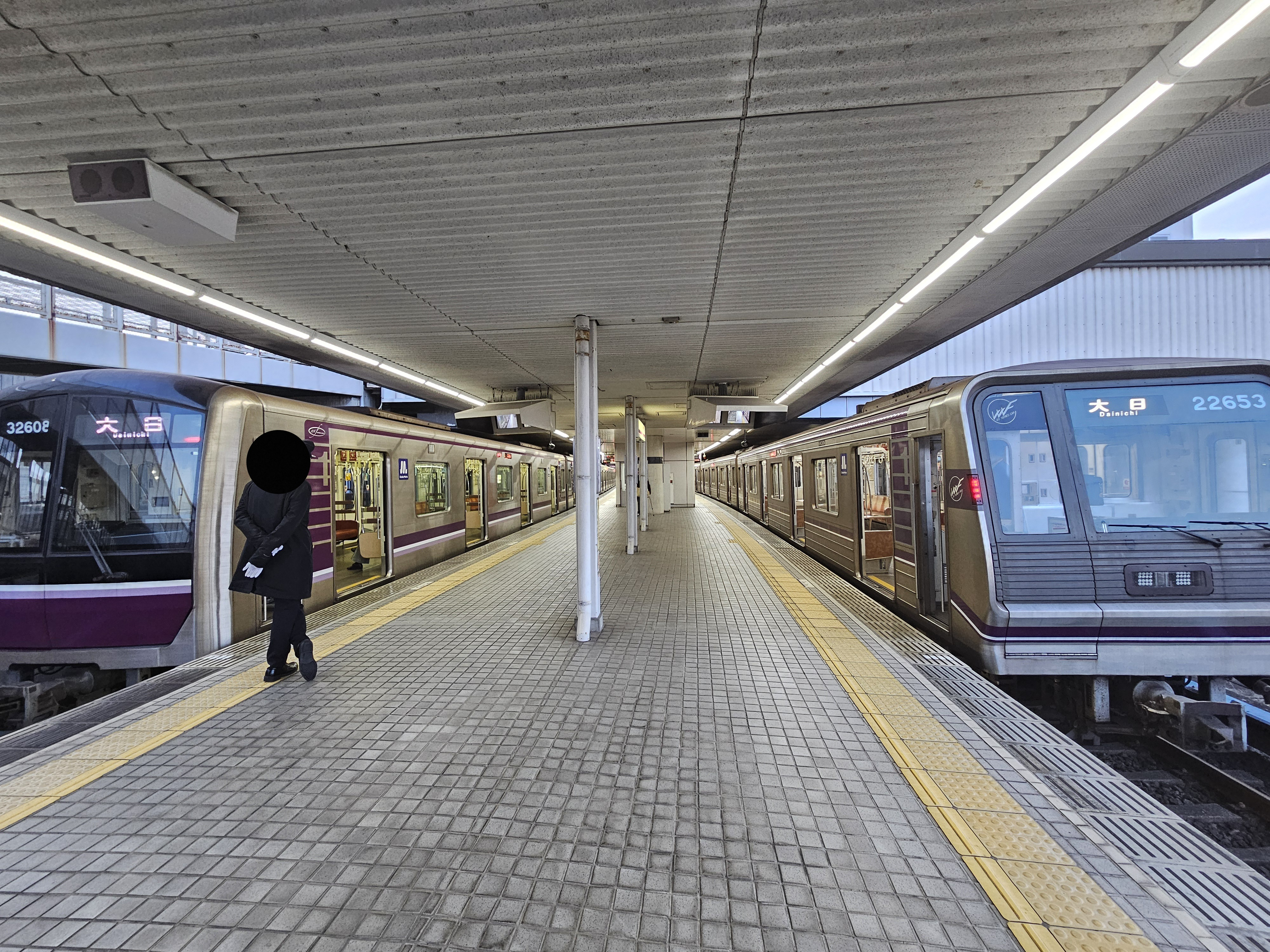
ホーム（2025年1月）

### 出口
| 出口番号 | 出口周辺                                          | 備考             |
| -------- | ------------------------------------------------- | ---------------- |
| 1        | 八尾空港                                          |                  |
| 2        | 八尾空港                                          |                  |
| 3        | 近鉄バスのりば 大阪八尾流通加工団地・印刷工場団地 |                  |
| 4        | 近鉄バスのりば 大阪八尾流通加工団地・印刷工場団地 |                  |
| 6        | 近鉄バスのりば 大阪八尾流通加工団地・印刷工場団地 |                  |
| EV       | 近鉄バスのりば 大阪八尾流通加工団地・印刷工場団地 | エレベーターのみ |

## 利用状況
2024年11月12日の1日乗降人員は10,785人（乗車人員：5,429人、降車人員：5,356人）である。谷町線の駅では田辺駅、長原駅に次いで乗降人員が少ない。
各年度の特定日における利用状況は下表の通りである。なお1995年度の記録については1996年に行われた調査であるが、会計年度上表中に記載の年度となる。
| 年度               | 調査日   | 乗車人員 | 降車人員 | 乗降人員 | 出典          | 出典          |
| 年度               | 調査日   | 乗車人員 | 降車人員 | 乗降人員 | メトロ        | 大阪府        |
| ------------------ | -------- | -------- | -------- | -------- | ------------- | ------------- |
| 1981年（昭和56年） | 11月10日 | 2,471    | 2,491    | 4,962    |               | [ 大阪府 1 ]  |
| 1985年（昭和60年） | 11月12日 | 3,774    | 3,743    | 7,517    |               | [ 大阪府 2 ]  |
| 1987年（昭和62年） | 11月10日 | 4,368    | 4,298    | 8,666    |               | [ 大阪府 3 ]  |
| 1990年（平成02年） | 11月06日 | 5,423    | 5,392    | 10,815   |               | [ 大阪府 4 ]  |
| 1995年（平成07年） | 02月15日 | 5,942    | 5,614    | 11,556   |               | [ 大阪府 5 ]  |
| 1998年（平成10年） | 11月10日 | 5,736    | 5,745    | 11,481   |               | [ 大阪府 6 ]  |
| 2007年（平成19年） | 11月13日 | 5,801    | 5,644    | 11,445   |               | [ 大阪府 7 ]  |
| 2008年（平成20年） | 11月11日 | 5,768    | 5,558    | 11,326   |               | [ 大阪府 8 ]  |
| 2009年（平成21年） | 11月10日 | 5,686    | 5,490    | 11,176   |               | [ 大阪府 9 ]  |
| 2010年（平成22年） | 11月09日 | 5,672    | 5,533    | 11,205   |               | [ 大阪府 10 ] |
| 2011年（平成23年） | 11月08日 | 5,574    | 5,450    | 11,024   |               | [ 大阪府 11 ] |
| 2012年（平成24年） | 11月13日 | 5,736    | 5,648    | 11,384   |               | [ 大阪府 12 ] |
| 2013年（平成25年） | 11月19日 | 5,585    | 5,652    | 11,237   | [ メトロ 1 ]  | [ 大阪府 13 ] |
| 2014年（平成26年） | 11月11日 | 5,777    | 5,597    | 11,374   | [ メトロ 2 ]  | [ 大阪府 14 ] |
| 2015年（平成27年） | 11月17日 | 5,710    | 5,617    | 11,327   | [ メトロ 3 ]  | [ 大阪府 15 ] |
| 2016年（平成28年） | 11月08日 | 5,753    | 5,630    | 11,383   | [ メトロ 4 ]  | [ 大阪府 16 ] |
| 2017年（平成29年） | 11月14日 | 5,707    | 5,590    | 11,297   | [ メトロ 5 ]  | [ 大阪府 17 ] |
| 2018年（平成30年） | 11月13日 | 5,857    | 5,758    | 11,615   | [ メトロ 6 ]  | [ 大阪府 18 ] |
| 2019年（令和元年） | 11月12日 | 5,815    | 5,683    | 11,498   | [ メトロ 7 ]  | [ 大阪府 19 ] |
| 2020年（令和02年） | 11月10日 | 5,241    | 5,163    | 10,404   | [ メトロ 8 ]  | [ 大阪府 20 ] |
| 2021年（令和03年） | 11月16日 | 5,105    | 5,046    | 10,151   | [ メトロ 9 ]  | [ 大阪府 21 ] |
| 2022年（令和04年） | 11月15日 | 5,208    | 5,129    | 10,337   | [ メトロ 10 ] | [ 大阪府 22 ] |
| 2023年（令和05年） | 11月07日 | 5,316    | 5,197    | 10,513   | [ メトロ 11 ] | [ 大阪府 23 ] |
| 2024年（令和06年） | 11月12日 | 5,429    | 5,356    | 10,785   | [ メトロ 12 ] |               |

## 駅周辺
- 大阪市高速電気軌道 大日検車場八尾車庫
- 八尾空港
- 陸上自衛隊八尾駐屯地
- 八尾市立大正北小学校
- 八尾市立大正小学校
- 大阪府立平野支援学校
- 大阪印刷団地
- 大阪菓子工業団地
- ミキハウス本社
- 朝日生命南大阪支社
- ザ・ダイソー八尾南店

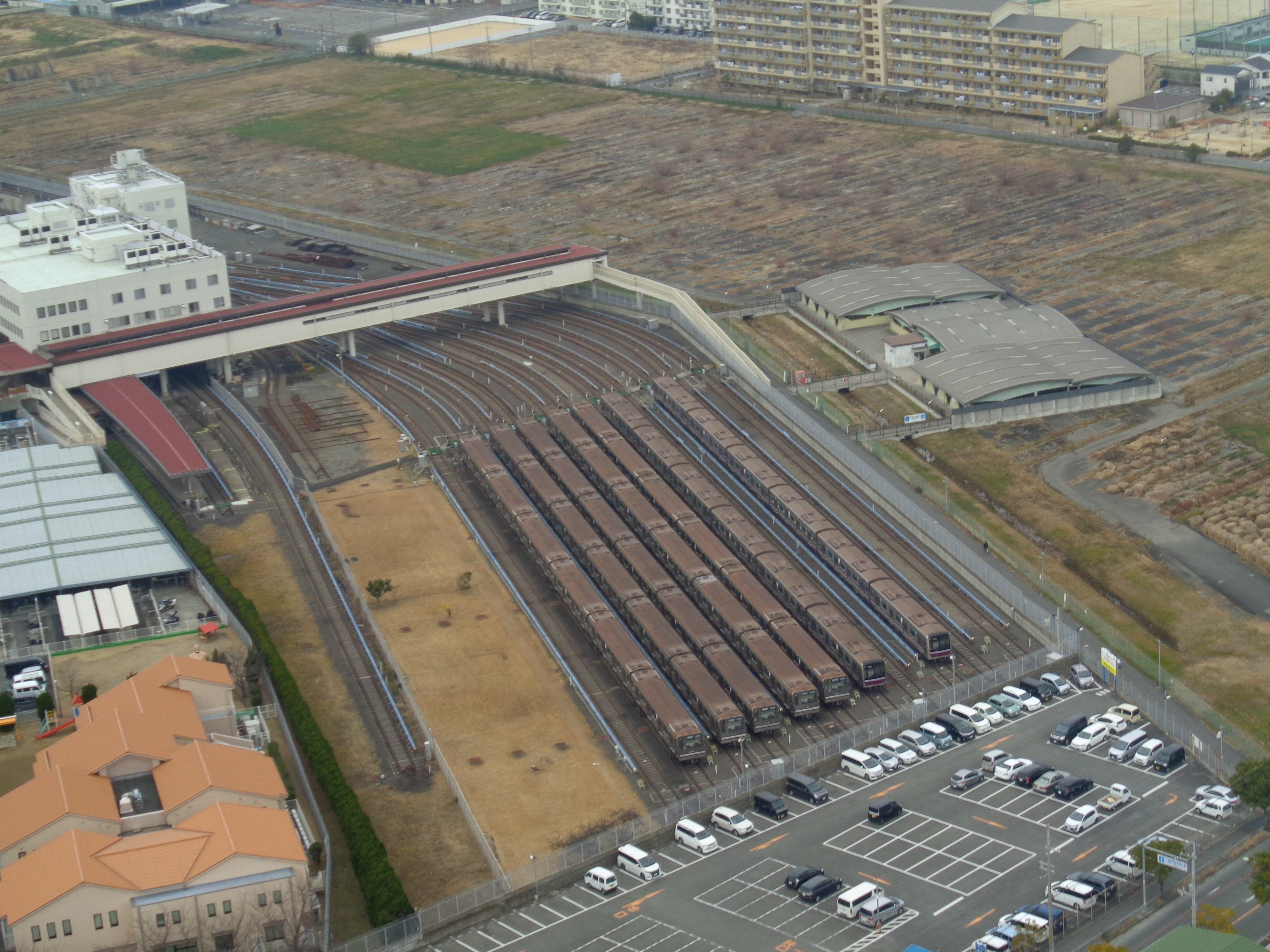
大日検車場八尾車庫（空撮）
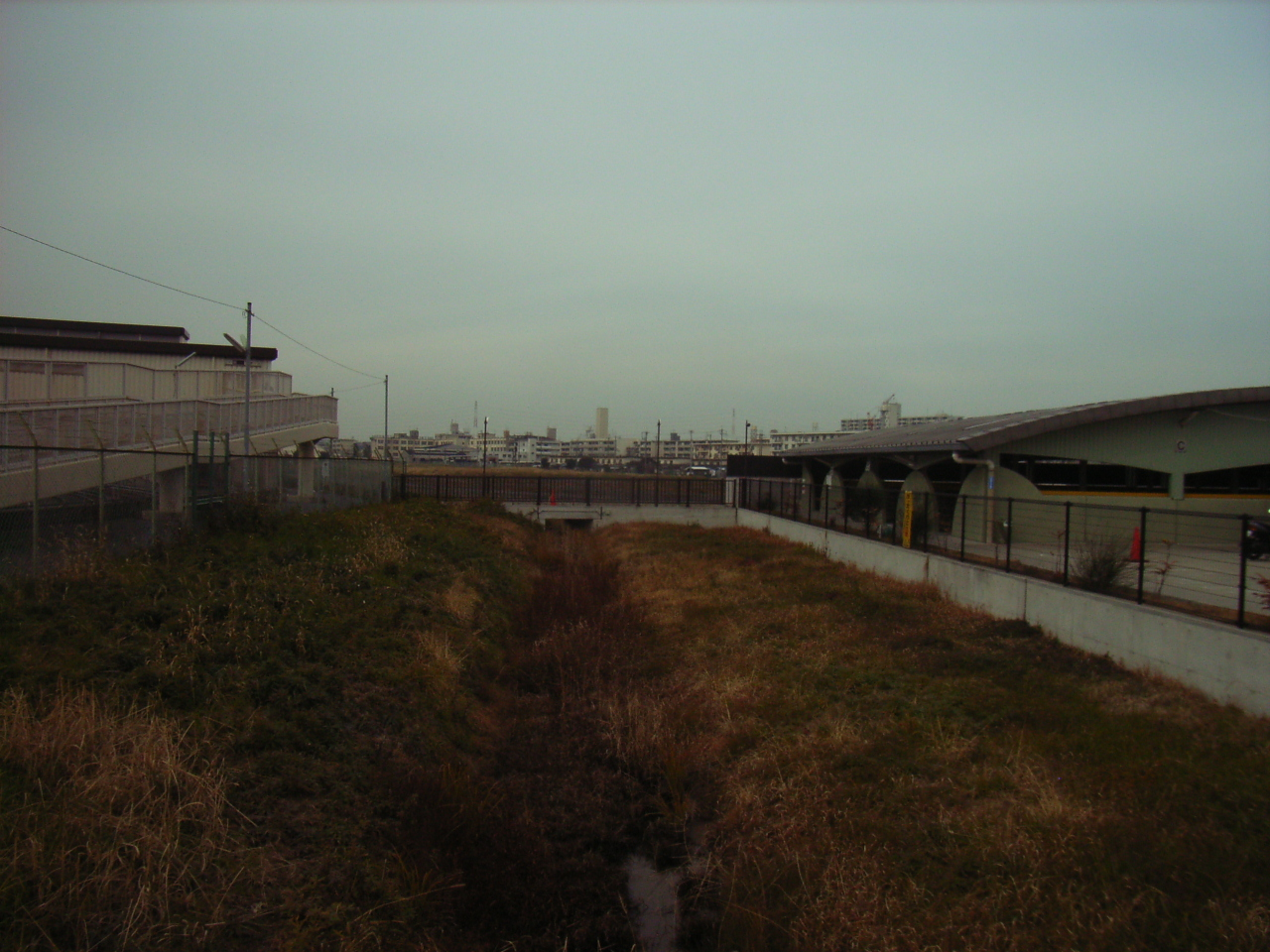
駅北側の八尾空港旧エプロン（駐機場）跡地。駐輪場がある以外は広大な空き地となっている

## バス路線
近鉄バスが発着。停留所名は「八尾南駅前」。
| のりば | 路線名 | 系統・行先             | 備考               |
| ------ | ------ | ---------------------- | ------------------ |
| 1      | 八尾線 | 70・73番：近鉄八尾駅前 | 73番は当停留所始発 |
| 3      | 八尾線 | 70・71番：藤井寺駅     |                    |

## 隣の駅
大阪市高速電気軌道 (Osaka Metro)
 谷町線
長原駅 (T35) - 八尾南駅 (T36)
- ( ) 内は駅番号を示す。

### 記事本文